# Uvariopsis
Uvariopsis är ett släkte av kirimojaväxter. Uvariopsis ingår i familjen kirimojaväxter.
Kladogram enligt Catalogue of Life:
| Uvariopsis | \| \| Uvariopsis bakeriana \| \| \| \| \| \| Uvariopsis bisexualis \| \| \| \| \| \| Uvariopsis congensis \| \| \| \| \| \| Uvariopsis congolana \| \| \| \| \| \| Uvariopsis dioica \| \| \| \| \| \| Uvariopsis globiflora \| \| \| \| \| \| Uvariopsis guineensis \| \| \| \| \| \| Uvariopsis korupensis \| \| \| \| \| \| Uvariopsis le-testui \| \| \| \| \| \| Uvariopsis lovettiana \| \| \| \| \| \| Uvariopsis noldeae \| \| \| \| \| \| Uvariopsis sessiliflora \| \| \| \| \| \| Uvariopsis solheidii \| \| \| \| \| \| Uvariopsis submontana \| \| \| \| \| \| Uvariopsis tripetala \| \| \| \| \| \| Uvariopsis vanderystii \| \| \| \| \| \| Uvariopsis zenkeri \| \| \| \| |
|            | \| \| Uvariopsis bakeriana \| \| \| \| \| \| Uvariopsis bisexualis \| \| \| \| \| \| Uvariopsis congensis \| \| \| \| \| \| Uvariopsis congolana \| \| \| \| \| \| Uvariopsis dioica \| \| \| \| \| \| Uvariopsis globiflora \| \| \| \| \| \| Uvariopsis guineensis \| \| \| \| \| \| Uvariopsis korupensis \| \| \| \| \| \| Uvariopsis le-testui \| \| \| \| \| \| Uvariopsis lovettiana \| \| \| \| \| \| Uvariopsis noldeae \| \| \| \| \| \| Uvariopsis sessiliflora \| \| \| \| \| \| Uvariopsis solheidii \| \| \| \| \| \| Uvariopsis submontana \| \| \| \| \| \| Uvariopsis tripetala \| \| \| \| \| \| Uvariopsis vanderystii \| \| \| \| \| \| Uvariopsis zenkeri \| \| \| \| |
|            | Uvariopsis bakeriana |
|            | |
|            | Uvariopsis bisexualis |
|            | |
|            | Uvariopsis congensis |
|            | |
|            | Uvariopsis congolana |
|            | |
|            | Uvariopsis dioica |
|            | |
|            | Uvariopsis globiflora |
|            | |
|            | Uvariopsis guineensis |
|            | |
|            | Uvariopsis korupensis |
|            | |
|            | Uvariopsis le-testui |
|            | |
|            | Uvariopsis lovettiana |
|            | |
|            | Uvariopsis noldeae |
|            | |
|            | Uvariopsis sessiliflora |
|            | |
|            | Uvariopsis solheidii |
|            | |
|            | Uvariopsis submontana |
|            | |
|            | Uvariopsis tripetala |
|            | |
|            | Uvariopsis vanderystii |
|            | |
|            | Uvariopsis zenkeri |
|            | |